# Société sportive de l’Île de Puteaux

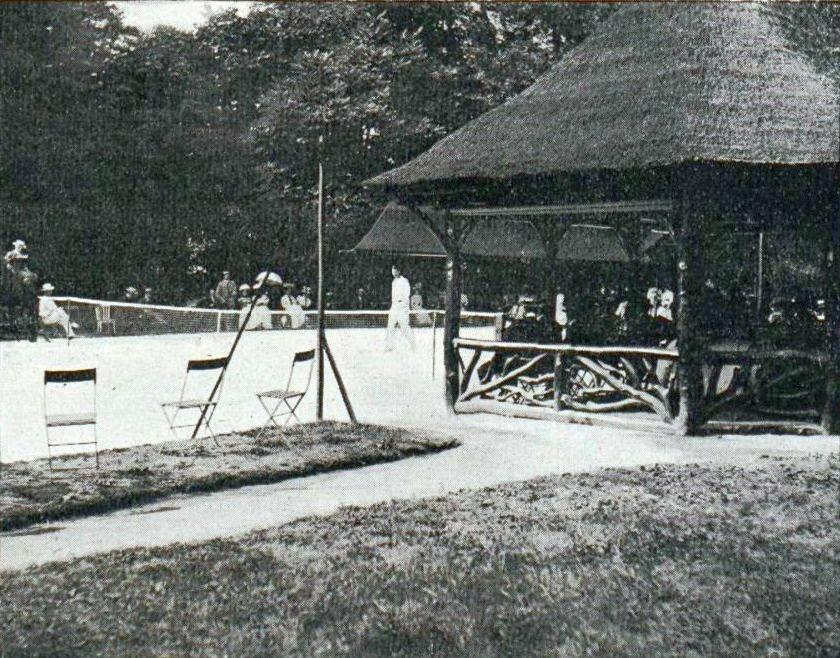
Anlage während der Olympischen Sommerspiele 1900

Die Société de l’Île de Puteaux war ein Sportverein aus der französischen Stadt Puteaux. Im Rahmen der Olympischen Sommerspiele 1900 in Paris fanden auf den Tennisplätzen des Clubs, die sich auf der Île de Puteaux befanden, die Tennisturniere statt.